# 新美敬子
新美 敬子（にいみ けいこ、1962年 - ）は日本の写真家・エッセイスト。代表作に自身が拾った猫「カテキン」の成長記録を写真と文でまとめた写真エッセイ集「すて猫カテキン」など。

## 経歴
愛知県豊橋市出身。高校卒業後、郵便局勤務を経て、テレビ番組制作の仕事に就き、海外取材のかたわら、現地の猫を撮りはじめる。その後、退職と共に上京して「犬猫写真家」を名乗り、写真家として活動する。世界各地を旅して街角で出会う犬や猫との暮らしを撮影、「猫びより」などの雑誌や写真集、エッセイなどで紹介している。訪れた国は70ヶ国を超える。犬猫写真家を名乗っているが、猫を撮影する機会が多く、自宅では２匹の猫と暮らしている。

## 主な作品
- 『化け猫のつくり方』（雷鳥社） 2000年[3]
- 『犬を旅する。-世界で一番いろんな国の犬がのっている本-』（河出書房新社） 2001年[4]
- 『猫を旅する。-世界で一番いろんな国の猫がのっている本-』（河出書房新社） 2001年[5]
- 『マルタ幸せな猫の島』（河出書房新社） 2002年[6]
- 『新美流猫がよろこぶ写真の撮り方』（河出書房新社） 2002年[7]
- 『猫心-世界の猫に会いたくて-』（河出書房新社） 2003年[8]
- 『ベトナム犬の街かど』（文春ネスコ） 2003年[9]
- 『すて猫カテキン』（河出書房新社） 2004年[10].新装版2011年[11]
- 『犬犬go go！』（戎光祥出版） 2004年[12]
- 『猫っ旅-上海からバリ島まで7000キロ-』（文春ネスコ） 2004年[13]
- 『猫の旅地中海』（河出書房新社） 2005年[14]
- 『ヨーロッパ 犬の王国』 (河出書房新社) 2006年[15]
- 『キカン猫（コ）カテキン』（日本出版社） 2006年[16]
- 『ヨーロッパ犬の王国』（河出書房新社） 2006年[17]
- 『島猫-猫の楽園のんびり旅-』（河出書房新社） 2006年[18]
- 『職業犬猫写真家-猫とわたしの東京物語-』（日本カメラ社） 2006年[19]
- 『猫ぢから 愛は‘無償’にきまっとる』 (講談社) 2007年[20]
- 『写真集 柴 SHIBA』 (日本出版社) 2008年[21]
- 『男前猫』 (河出書房新社) 2008年[22]
- 『世界の街角猫さんぽ』（日本出版社）2010年[23]
- 『世界の旅猫 105』（講談社文庫）2010年[24]
- 『マルタの猫』（河出書房新社） 2015年[25]
- 『ありがとう 猫が贈ることば』（辰巳出版）2016年[26]
- 『恋する猫さんぽ』（中央公論新社）2017年[27]
- 『猫のハローワーク』（講談社文庫）2018年[28]
- 『わたしが撮りたい“猫となり”（主婦の友社）2019年[29]
- 『猫のハローワーク２』（講談社文庫）2021年[30]
- 『世界の看板にゃんこ』（河出書房新社）2022年[31]
- 『世界のまどねこ』（講談社文庫）2022年[32]